# Lorenzo Nista
Lorenzo Nista (Livorno, 21 de enero de 1993) es un deportista italiano que compite en esgrima, especialista en la modalidad de florete.
En los Juegos Europeos de Bakú 2015 obtuvo una medalla de plata en la prueba por equipos. Ganó una medalla de bronce en el Campeonato Europeo de Esgrima de 2017.

## Palmarés internacional
| Juegos Europeos    | Juegos Europeos   | Juegos Europeos   | Juegos Europeos     |
| Año                | Lugar             | Medalla           | Prueba              |
| ------------------ | ----------------- | ----------------- | ------------------- |
| 2015               | Bakú (Azerbaiyán) | Medalla de plata  | Florete por equipos |
| Campeonato Europeo |                   |                   |                     |
| Año                | Lugar             | Medalla           | Prueba              |
| 2017               | Tiflis (Georgia)  | Medalla de bronce | Florete por equipos |